# Everything or Nothing: The Untold Story of 007
Everything or Nothing: The Untold Story of 007 is een documentaire uit 2012 over het ontstaan van James Bond. De documentaire is uitgebracht naar aanleiding van de 50e verjaardag van de films van James Bond: in 1962 kwam Dr. No uit, de eerste officiële film geproduceerd door EON Productions. Alle acteurs die James Bond speelden, leverden een bijdrage aan deze documentaire.

## Getuigenissen
Schrijver:
- Ian Fleming (archieven)

Acteurs:
- Sean Connery (archieven)
- George Lazenby
- Roger Moore
- Timothy Dalton
- Pierce Brosnan
- Daniel Craig
- Maud Adams
- Rosamund Pike
- Robert Davi
- Judi Dench
- Judy Geeson
- Famke Janssen
- Christopher Lee
- Mike Myers
- Lewis Gilbert
- Peter Janson-Smith
- Charles Juroe

Regisseurs:
- Terence Young (archieven)
- Lewis Gilbert
- Sam Mendes

Producers:
- Albert R. Broccoli (archieven)
- Harry Saltzman (archieven)
- Kevin McClory (archieven)
- Michael G. Wilson
- Ken Adam
- Barbara Broccoli

Musici:
- John Barry (archieven)
- Shirley Bassey (archieven)

Politici:
- Ronald Reagan (archieven)
- Bill Clinton

Familiale getuigenissen:
- Blanche Blackwell, partner Ian Fleming
- Dana Broccoli, echtgenote Albert R. Broccoli
- Lucy Fleming, nichtje Ian Fleming
- Hillary Saltzman, dochter Harry Saltzman
- Steven Saltzman, zoon Harry Saltzman
- Sylvan Whittingham Mason, zoon van een producer
- Fionn Morgan